# Koitjärve

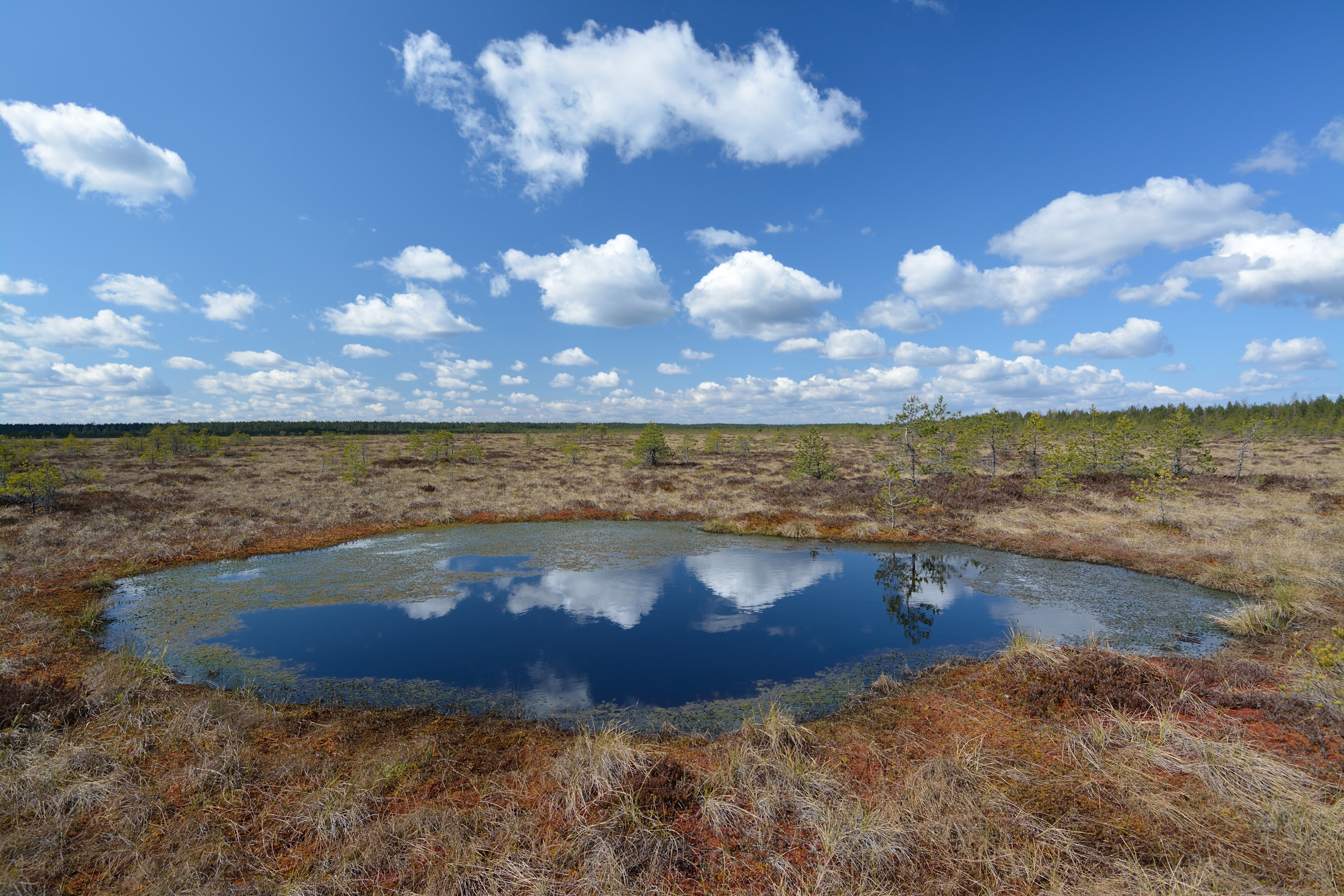
Tourbière à Koitjärve. Mai 2015.

Koitjärve est un village de la Commune de Kuusacul dans le Harjumaa en Estonie. Au 1er janvier 2012, le village n’avait plus aucun habitant.
Il fait maintenant partie de la Réserve naturelle de Põhja-Kõrvemaa.